# Сабарів
49°11′41″ пн. ш. 28°27′26″ сх. д. / 49.194599° пн. ш. 28.457336° сх. д.
Сабарів — мікрорайон м. Вінниці.
Розташований на півдні міста (правий берег Південного Бугу), поруч з однойменною гідроелектростанцією.

## Історична довідка
Колишнє приміське село Сабарів (описане В. Отамановським) було знане як державний маєток роду литовських князів Гедройців. Представники Родини Гедройц мешкали у Вінниці до Першої світової війни та революції. Посилання у дворянських книгах на сабарівську спадщину Гедройц від литовських князів є цікавими свідченнями загарбання давніх поселень у литовські часи.

Існує декілька історичних та архівних записів про село Сабарів. Наприклад, у записах відомого Подільського історика й археолога Ю. А. Сіцінського «Археологическая карта Подольской губернии» Сабарів згадується такими словами з оригіналу: 
|  | Сабаровъ, с. Противъ села, на левомъ берегу Буга — городище, называемое иногда Лучанскимъ городыщемъ (поблизости къ с. Луке Мелешковской). Оно расположено на возвышенномъ берегу Буга и оврагомъ разделено на две части. Одна главная часть представляетъ овалъ, пространствомъ около 8 дес., окруженный валомъ и одной стороной примыкающій къ крутому берегу реки. Внутри площадь перерезана двумя парами параллельныхъ валовъ. На другой стороне оврага другая часть городища, около 2 дес., примыкающая къ речному откосу; съ двухъ сторонъ она ограничена валами, а одной стороной, противоположной берегу, открыта. Въ документе 1639 г. упоминается при описаніи границъ села Сабарова городище стараго Сабарова за рекою Богомъ будучее село порослое старожитнее. |

Також село Сабарів згадується у списку землевласників Вінницького повіту складеного Гульдманом («Поместное землевладение в Подольской губернии», 1898 р). У цьому списку власником села Сабарів вказується княгиня Гедройц Анна Полікарпівна.
Станом на 1946 р. с. Сабарів було включене до складу Шереметської сільської ради, а 26 лютого 1968 р. — до м. Вінниці.

## Транспорт
Міський автобус номер 11 та 32. Розклади розміщено на зупинках та сайті depo.vn.ua.
Маршрутне таксі 12А

## Цікаві факти
Місцевість навколо Сабарова відома своїми мальовничими краєвидами. Для багатьох вінничан це одне з найкращих місць для відпочинку: велопрогулянки вузькими стежками вздовж берегу Південного Бугу, піші — лісом, біля скель, плавання тощо. Також можна піднятися сходами на одну зі скель і помилуватися панорамою міста та річки.
Прогулянкові теплоходи «М. І. Пирогов» і «Ляля Ратушна» щоденно курсують від центрального Вінницького мосту до Сабарова. З центру міста сюди можна дістатися автобусом № 11.
У Сабарові знаходиться багато дачних ділянок, працює місцеве підприємство з виробництва харчової продукції «АВІС», а також Сабарівська гідроелектростанція.
Сабарівська ГЕС була побудована 1924 року і є однією з найстаріших в Україні. Агрегати використані на станції були виготовлені в Австрії. Потужність електростанції становить 1050 кВт.
1 серпня 1984 року на ГЕС сталася аварія. Зламалося кріплення, яке утримувало один із восьми шлюзів. Потужний водяний потік відніс металевий щит одного з шлюзів на 200 метрів від станції. Рівень води у річці почав різко знижуватися, що стало загрозою постачанню її населенню та підприємствам Вінниці. За один день було втрачено близько 2 мільйонів кубометрів води. Ця подія привернула увагу тогочасного міського та обласного партійного керівництва; до місця була направлена військова техніка.
Зі слів очевидців отвір шлюзу почали негайно закидати камінням і бетонними блоками вагою 3-4 тони, але у зв'язку з тим, що потужність потоку була значно сильніша очікуваної, було прийняте рішення погодитись на зниження рівня води. В цілому до кінця дня аварійну ситуацію було ліквідовано, а також відновлено постачання води. Позаяк обладнання на станції стояло ще з 1948 року і відтоді жодного разу не ремонтувалося, процес заміни та налагодження останнього тривав майже два місяці.
На березі Південного Бугу, в районі Сабарова, знаходиться відомий «камінь Коцюбинського» з викарбуваними цитатами з творчості письменника. Вважається що саме на цьому камені Михайло Коцюбинський свого часу творив. За поетичним натхненням сюди приходили Павло Тичина, Іван Микитенко, Володимир Сосюра, Андрій Малишко. Цю місцину відтворив відомий художник Микола Бурачек, його картина експонується в музеї-садибі Михайла Коцюбинського в м. Вінниці.

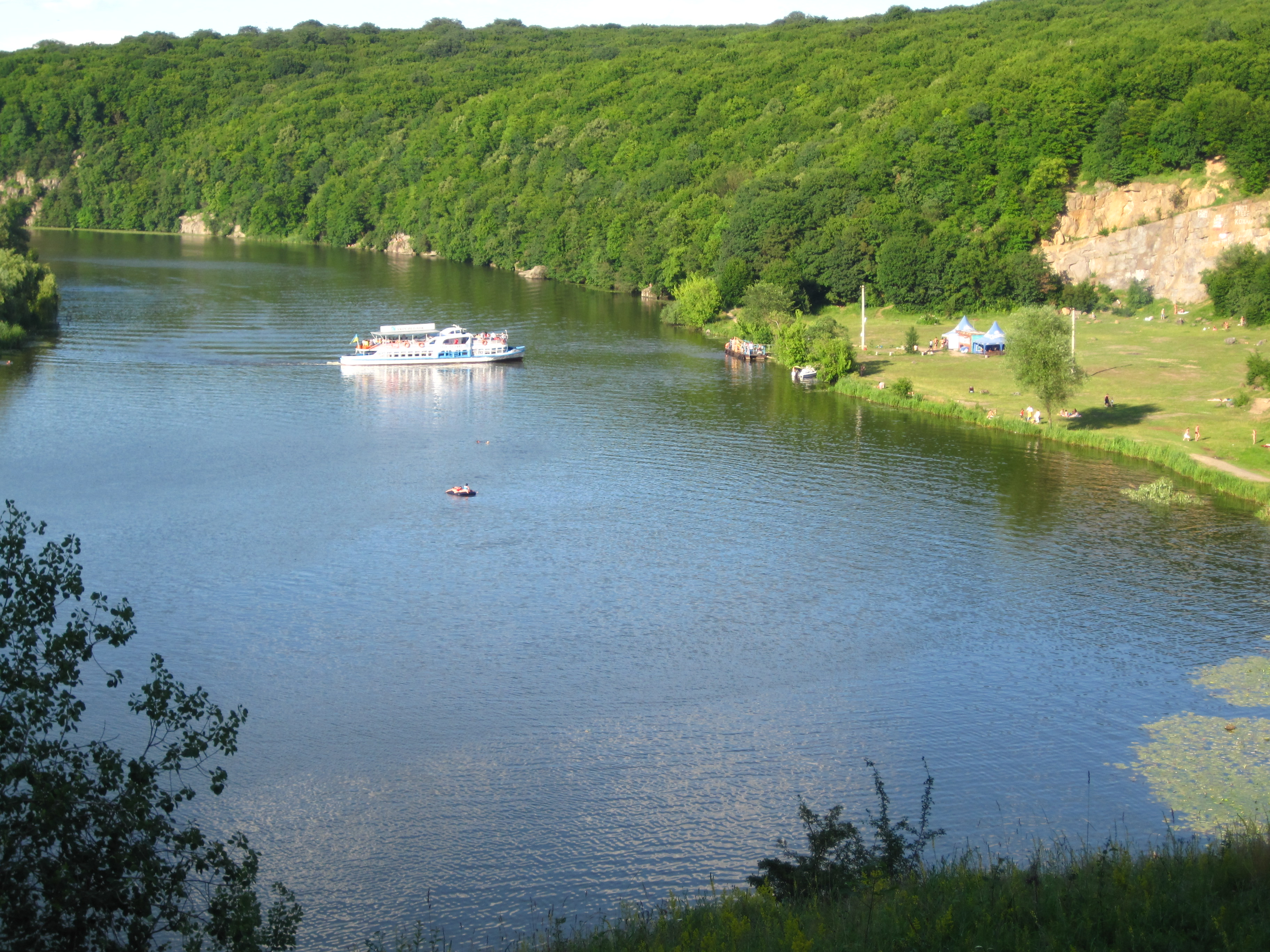
Прихід катеру
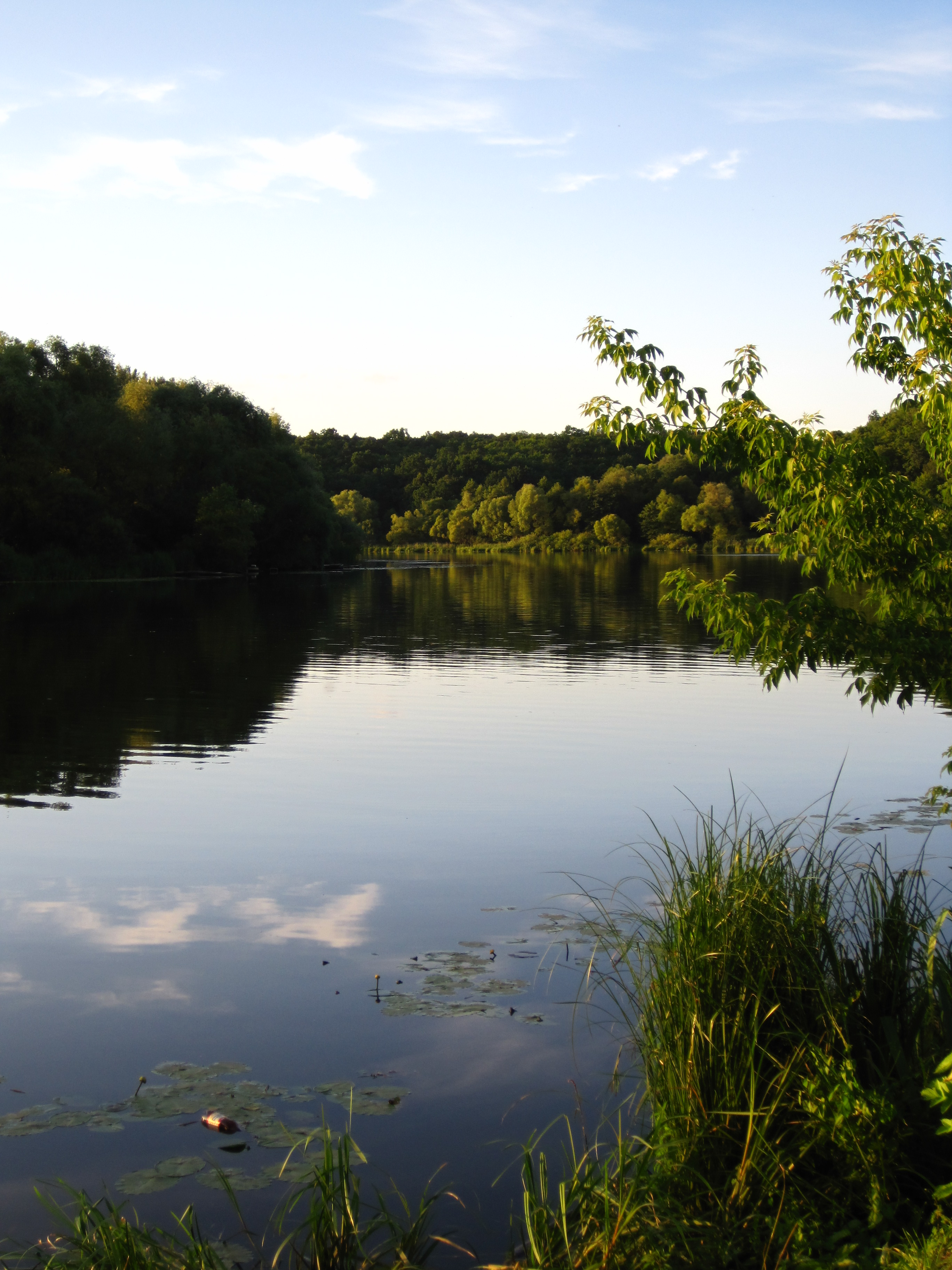
Вечір в Сабарові
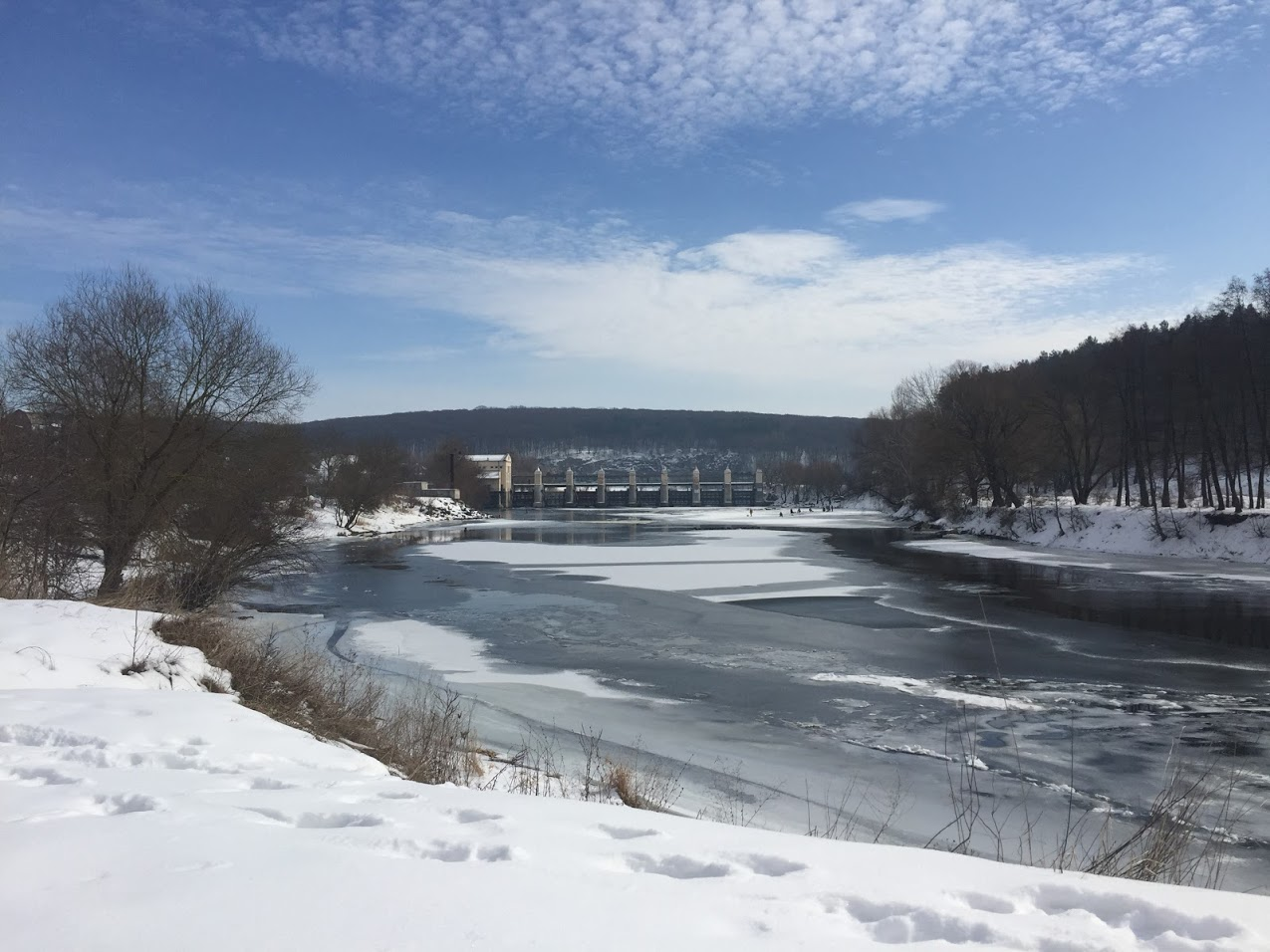
Сабарівська гідроелектростанція

### Сабарівське городище
На території мікрорайону знаходиться Сабарівське городище, що належить до скіфської культури і датується VI–IV ст. до н.е